# Mazeray
Mazeray település Franciaországban, Charente-Maritime megyében. Lakosainak száma 990 fő (2022. január 1.). Mazeray Asnières-la-Giraud, Bignay, Fenioux, Grandjean, Saint-Jean-d’Angély, Ternant és Saint-Hilaire-de-Villefranche községekkel határos.

## Népesség
A település népességének változása:
| Lakosok száma | 558  | 707  | 762  | 881  | 844  | 913  | 959  | 973  | 988  | 990  |
|               | 1968 | 1982 | 1990 | 2006 | 2013 | 2015 | 2017 | 2019 | 2020 | 2022 |